# Xylographa minutula
Xylographa minutula är en lavart som beskrevs av Körb. Xylographa minutula ingår i släktet Xylographa och familjen Trapeliaceae.  Arten är reproducerande i Sverige. Inga underarter finns listade i Catalogue of Life.